# 芦坊遗址
芦坊遗址，位于山东省济南市商河县郑路镇芦坊村，是中华人民共和国山东省文物保护单位之一。
1992年6月12日，授予山东省文物保护单位，是一座古遗址。